# Jakubowo (Zamarte)
Jakubowo – część wsi Zamarte w Polsce, położona w województwie kujawsko-pomorskim, w powiecie sępoleńskim, w gminie Kamień Krajeński.
W latach 1975–1998 Jakubowo administracyjnie należało do województwa bydgoskiego.